# Lodní třída
Lodní třída je (v češtině přibližně od 90. let 20. století) označením skupiny lodí více, či méně identických lodí, postavených podle stejných plánů. Lodě stejné třídy bývají označovány jako lodě sesterské.
Často bývá třída pojmenována podle první dokončené jednotky, existují ale i výjimky. Například HMS London je první postavenou jednotkou třídy London, ta je však sama součástí rozsáhlejší skupiny lodí, označovaných jako třída County (stejná situace se vztahuje i na italské lodě třídy Condottieri). Naopak například v Sovětském svazu byly třídy lodí označovány číslem projektu, jako tomu bylo u raketových korvet Projektu 1234.